# Skoleskibet Danmark
 Der er for få eller ingen kildehenvisninger i denne artikel, hvilket er et problem. Du kan hjælpe ved at angive troværdige kilder til de påstande, som fremføres i artiklen.

Skoleskibet Danmark er en tremastet fuldrigger bygget i 1932 på Nakskov skibsværft som erstatning for det forliste skoleskib København, som aldrig blev fundet.
Dengang som nu var formålet med skibet at give unge mennesker en uddannelse som ubefaren skibsassistent/letmatros til søs. Om bord er der plads til 80 elever, fordelt på to banjer, og 16 besætningsmedlemmer, som hver har sit eget kammer. Oprindeligt var der plads til 120 elever, idet det dengang var et krav, at man skulle have 2 års sejltid på et sejlførende skib for at blive befaren matros. Herfra kunne man så senere fortsætte på navigationsskole, hvis man ville være styrmand.
På grund af skoleskibet Københavns forlis blev Danmark bygget mere sikkert, blandt andet med en mindre rig og med flere spanter i skroget. Skoleskibet Danmark og Skoleskibet Georg Stage er Danmarks eneste to skoleskibe, som er tilbage.
Forholdene ombord er blevet moderniseret en del i løbet af skibets levetid, der er bl.a. kommet ferskvandsanlæg, sikkerhedsliner, GPS, vaskemaskiner og tørretumler. Men de fleste ting ombord foregår dog stadig på "gammeldags" facon. Eleverne sover stadigvæk i hængekøjer, som skal surres og stuves væk hver dag, fordi at de spiser og har undervisning på banjerne om dagen. Arbejdstøjet bliver stadig vasket og skuret i saltvand og ferskvand på dækket, og en vigtig del af uddannelsen ombord er stadig at lære at binde knob og stik, lave musinger, lægge taklinger, splejse i tovværk og stålwire, lære at kvejle m.v. Der bliver desuden undervist i maskinlære, maritimt engelsk, søsikkerhed, sejlads, hygiejne, førstehjælp, arbejdssikkerhed, vedligeholdelse, navigation og skibsteknik. Eleverne indgår i dagligdagen om bord på skibet og lærer om alt det forefaldende arbejde, der udføres for til stadighed at holde skibet i optimal stand. Der bliver, ud over praktisk sømandskab, lagt stor vægt på personlig udvikling, evnen til at være dynamisk og evnen til tæt og intenst samarbejde med andre, også om natten.
Danmark har hjemhavn i København, men ligger som udgangspunkt, når det ikke er på togt, på Flådestation Frederikshavn og er tilknyttet MARTEC, som også står for uddannelsen af eleverne på værkstedsskolen. Skoleskibets protektor er Prins Joachim, som gerne plejer at besøge skibet et par gange om året.

## Besætning
Skibets besætning består af 16 personer, hvoraf de 7 førstnævnte herunder er faste og de resterende 9 udskiftes med varierende interval:
- Kaptajn
- Overstyrmand
- 1. styrmand
- 2. styrmand
- 3. styrmand
- Maskinchef
- Maskinassistent
- Hovmester
- Kok
- Bager/kok
- Bådsmand
- Kvartermester 1
- Kvartermester 2
- Kvartermester 3
- Læge

Tidligere bestod besætningen desuden af:
- Skolechef - ansvarlig for undervisning og pædagogik
- Telegrafist – stod for kommunikation til/fra skibet og for elevernes lommepenge
- Maskinmester – medhjælper i maskinrummet
- Sejlmager - Vedligeholdelse og syning af sejl
- Kvartermester 4 - Denne position blev overflødig efter en anden inddeling af vagterne ombord. Dette forårsagede at der kun var behov for 3 kvartersmestre ombord.

## Elever
På hvert togt deltager 80 elever. Tidligere var der klart overtal af drenge, men i 2008 var der ca lige mange piger og drenge. Eleverne er grupperet således (mindste enhed først):
- 1.-8. bakke: Hver 10 elever. I hver bakke er udnævnt en baksformand, ofte en lidt ældre elev, som sørger for at bakken fungerer som team.
- 1.-4. skifte: Hver 20 elever, der ledes af en kvartermester.
- Bagbord og styrbord vagt: Hver 40 elever, hvor styrbord vagt er 1. og 3. skifte og bagbord vagt er 2. og 4. skifte.

Før i tiden fik eleverne tildelt nummer efter deres højde med den højeste elev som nr. 1.
Årsagen til denne inddeling ligger i skibets opbygning og betjening: Det er en fordel at have en fordeling af både høje og lave elever i hver vagt, da pladsen eleverne arbejder på ændres jo længere man kommer op i masten. Nu fordeles numrene tilfældigt.
I bagbord vagt har eleverne lige numre og i styrbord vagt har eleverne ulige numre. Dvs. 1. bakke, der tilhører 1. skifte og styrbord vagt, består af nr. 1, 3, 5, 7, 9, 11, 13, 15, 17 og 19 (nr. 1 er baksformand). 2. bakke tilhører 2. skifte og bagbord vagt og består af nr. 2, 4, 6, 8, 10, 12, 14, 16, 18 og 20.
Når skibet sejler, er der altid 1 skifte (20 mand) på vagt, da der skal mange hænder til at håndtere sejl og tovværk i tilfælde af en manøvre. Frivagten får undervisning, arbejder, sover eller slapper af.

## Sejlskibet
Danmark er en tremastet fuldrigger i stål (nittet og svejset), som har 15 ræer, 1 mesan og 1 klyver/jagerbom. Alle ræer og master har forskellige navne. Alle ræer foruden bramråen og røjlråen er lavet af stål, hvor disse to i modsætning er udarbejdet i træ. Skibets indretning består af to banjedæk, 16 besætningskamre, fem henstuvninger, messe, salon, bestiklukaf, kabys og stikkeri, tre kølerum, hospital, bibliotek, to baderum, otte elevtoiletter, fire besætningstoiletter, maskinrum, kontor, nødbrandpumperum, nødgeneratorrum, kabelrum, olietøjsskab, rengøringsskab, malershop, elshop og tømmershop.
- Antal sejl: 26
- Sejlareal: 1632 m²
- Antal tovender: 219 med forskellige navne
- Antal gyrorepeater: 4
- Hovedkompas: Magnetisk
- Antal MOB-både: 1
- Antal robåde: 2
- Antal motorbåde: 1
- Antal skibsrat: 3

## Trivia
Skibet er et af de store skibe, der blev filmet af BBC ved indspilningen af den berømte TV-serie The Onedin Line, i 1970 – 1977.

## Renoveret for mere end 30 millioner
Skibet gennemgik en gennemgribende renovering i Esbjerg vinteren 2019/20.